# Eduardo Lerchundi
Eduardo Lerchundi (Buenos Aires, Argentina, 23 de febrero de 1926 - 20 de octubre de 2018) cuyo nombre completo fue Cecilio Eduardo Lerchundi fue un vestuarista y profesor de diseño que ha realizado diseño de indumentaria y de maquillaje en cine, teatro y televisión incluyendo espectáculos de teatro, ópera, ballet, comedias musicales, entre otros.

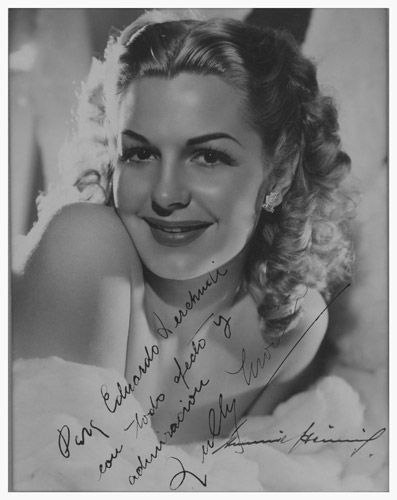
Fotografía de Zully Moreno dedicada a Eduardo Lerchundi

## Estudios
De niño le gustaba pintar y diseñar personajes con sus respectivas indumentarias. Estudio en las Escuelas Nacionales de Bellas Artes Manuel Belgrano, Pridiliano Pueyrredón y Escuela Superior de Bellas Artes de la Nación Ernesto de la Cárcova graduándose como profesor Nacional de Dibujo y Escenografía.

## Carrera profesional
Comenzó su actividad profesional en 1941, cuando la bailarina y coreógrafa Mercedes H. Quintana lo vincula con el Teatro Nacional Cervantes para crear vestuario para ballet. Prosiguió luego esa tarea para cine, teatro y televisión incluyendo espectáculos de teatro, ópera, ballet, comedias musicales, entre otros.
En el Teatro Colón fue Coordinador de Vestuario, Ambientación y Caracterización.
Fue vestuarista y ambientador en muchas películas y en la puesta de obras en otros teatros Odeón, Nacional Cervantes , Caminito y Teatro Argentino de La Plata e intervino en las producciones de la comedia musical Hello Dolly!.
Realizó trabajos profesionales en otros países, como Brasil, Canadá, Chile, España, Estados Unidos, Italia y Japón. También se desempeñó en la docencia, y además de dar clases particulares fue profesor de escenografía, vestuario e iluminación en la Escuela Nacional de Arte Dramático y dictó clases en la Facultad de Arquitectura, en el Instituto Superior de Arte del Teatro Colón, en la Escuela Nacional de Danzas y en la Universidad del Cine.
En forma paralela realizó su labor de artista plástico especializándose en la técnica del retrato. Por su trayectoria fue galardonado con el Premio Florencio Sánchez otorgado por la Casa del Teatro en 2002.

## Filmografía
Colaboró en los siguientes filmes:
Escenografía
- Papá Corazón se quiere casar (1974)

Vestuario
- La pequeña señora de Pérez (1944)
- Ven... mi corazón te llama (1942)
- Apasionadamente (1944)
- La señora de Pérez se divorcia (1945)
- Las seis suegras de Barba Azul (1945)
- El canto del cisne (1945)
- Adiós Pampa mía (1946) (trajes de ballet)
- Celos  (1946)
- El ángel desnudo (1946)
- No salgas esta noche (1946)
- Adán y la serpiente (1946)
- La dama de la muerte  (1946)  (Chile)
- El diamante del Maharajá  (1946) (Chile)
- Historia de una mala mujer (1947)
- Albéniz  (1947)
- Novio, marido y amante (1948)
- Recuerdos de un ángel (1948)
- Mujeres que bailan (1949)
- Valentina  (1950)
- ¿Vendrás a medianoche?  (1950)
- Los vengadores  (1950)
- El patio de la morocha (1951)
- Sangre negra (1951)
- El extraño caso del hombre y la bestia (1951)
- La orquídea (1951)
- Café cantante  (1951)
- La bestia debe morir (1952) (de Laura Hidalgo)
- Armiño negro (1953)
- La pasión desnuda (1953)
- Los ojos llenos de amor (1954)
- Mi viudo y yo (1954)
- Caídos en el infierno (1954)
- María Magdalena  (1954)
- El tren expreso  (1955) (España)
- El curandero   (1955)
- La noche de Venus (1955)
- El juramento de Lagardere (1955)
- Los hermanos corsos (1955)
- Más allá del olvido (1955)
- Las campanas de Teresa (1957)
- La hermosa mentira (1958)
- Bajo un mismo rostro
- Los viciosos (1962)
- Placeres conyugales (1963)
- Los inocentes (1963)
- Las ratas  (1963)
- Las mujeres los prefieren tontos  (1964)
- El ojo que espía (1966)
- Embrujo de amor (1971)
- Destino de un capricho  (1972)   (Vestuario de Eva Franco)
- Nazareno Cruz y el Lobo (1975)
- Un mundo de amor (1975)

Asesoría artística
- Una mujer sin cabeza (1947)

Asesoría de vestuario
- Operación Rosa Rosa (1974)

## Espectáculos en los que participó
Algunos de los espectáculos en los que participó son:
Teatro Colón
- El barbero de Sevilla
- L’enfant et les sortileges
- Manon Lescaut
- El murciélago
- Romeo y Julieta
- Sinfonía Clásica
- El Trappa  (ballet)
- La Traviata
- La viuda alegre

Teatro Nacional Cervantes
- La dama de las camelias
- Una viuda difícil

Teatro Odeón
- La dama de las camelias
- Locos de verano

Teatro Caminito
- Una viuda difícil
- Il corvo
- Las de Barranco
- Los millones de Orofino
- La verbena de la Paloma
- Los chismes de las mujeres

Teatro Argentino de La Plata
- El barbero de Sevilla
- Carmen
- Doña Francisquita
- La Traviata

Manzana de las luces
- Por amor a Shakespeare  (Ambientador)

Teatro General San Martín
- Relojero  (Vestuarista)

## Algunas de las figuras para las que diseñó vestuario
- Alfredo Alcón
- Selva Alemán
- Imperio Argentina
- Josephine Baker
- Aurora Bautista
- Amelia Bence
- Beba Bidart
- Graciela Borges
- Montserrat Caballé
- Ana María Campoy
- Alberto Closas
- Carlos Cores
- Dolores del Río
- Zulma Faiad
- María Félix
- Analía Gade
- Ginamaria Hidalgo
- Laura Hidalgo
- Fernando Lamas
- Mirtha Legrand
- Nélida Lobato
- Virginia Luque
- Diana Maggi
- Ana Mariscal
- Narciso Ibáñez Menta
- Osvaldo Miranda
- Leona Mitchell
- Anna Moffo[3]
- Raúl Rossi
- Luis Sandrini
- Carmen Sevilla
- Norberto Suárez
- Richard Tucker
- Antonio Vilar
- Olga Zubarry